# Florida Federal Open 1979
Florida Federal Open 1979 - жіночий тенісний турнір, що проходив на відкритих кортах з твердим покриттям East Lake Woodlands Country Club в Олдсмарі (США). Належав до турнірів категорії AAA в рамках Colgate Series 1979. Відбувсь усьоме і тривав з 22 жовтня до 28 жовтня 1979 року. Третя сіяна Івонн Гулагонг Коулі виграли титул, у фіналі перемігши торішню чемпіонку Вірджинію Вейд й отримала за це 20 тис. доларів США.

## Фінальна частина

### Одиночний розряд
Івонн Гулагонг Коулі —  Вірджинія Вейд 6–0, 6–3
- Для Гулагонг Коулі це був 4-й титул за сезон і 81-й — за кар'єру.

### Парний розряд
Енн Сміт /   Вірджинія Рузічі —   Ілана Клосс /  Бетті-Енн Стюарт 7–5, 4–6, 7–5

## Розподіл призових грошей
| Дисципліна       | П       | F       | ПФ     | ЧФ     | 1/8    | 1/16 |
| Одиночний розряд | $20,000 | $10,000 | $4,500 | $2,100 | $1,100 | $550 |

## Нотатки
1. ↑  Турніри з призовими для жінок принаймні 100 тис. доларів.[1]